# 中国驻阿根廷大使列表
本列表为中華民國和中華人民共和國驻阿根廷历任大使名录。

## 历任中国驻阿根廷大使

### 中华民国驻阿根廷大使（1945年－1972年）
1945年5月21日，中华民国与阿根廷商定互派大使。1972年2月19日，阿根廷转而与中华人民共和国政府建交，但经中华民国驻阿根廷大使许绍昌劝说，未明确与中华民国政府断交，双方也未互撤使馆。7月，经中华人民共和国政府一再要求，阿根廷宣告与中华民国结束邦交。中华民国政府则追认2月19日为双方断交日期。8月15日，驻阿根廷大使馆关闭。
| 姓名   | 任命           | 到任          | 递交国书      | 免职          | 离任          | 外交衔级 | 外交职务     | 备注       | 备注 |
| ------ | -------------- | ------------- | ------------- | ------------- | ------------- | -------- | ------------ | ---------- | ---- |
| 陈介   | 1945年8月15日  | 1946年3月30日 | 1946年4月13日 |               | 1951年8月15日 | 大使     | 特命全权大使 | 任内病逝   |      |
| 刘迺钧 | 1951年8月17日  | 1951年8月17日 |               |               | 1954年1月29日 | 参事     | 临时代办     |            |      |
| 胡庆育 | 1953年12月17日 | 1954年1月29日 | 1954年2月9日  | 1958年9月28日 |               | 大使     | 特命全权大使 | 兼驻乌拉圭 |      |
| 谭绍华 | 1958年9月29日  | 1959年2月7日  | 1959年2月25日 | 1962年1月27日 |               | 大使     | 特命全权大使 | 兼驻乌拉圭 |      |
| 王之珍 | 1962年1月27日  | 1962年3月16日 | 1962年4月6日  | 1968年7月31日 |               | 大使     | 特命全权大使 | 兼驻乌拉圭 |      |
| 段茂澜 | 1968年7月30日  | 1968年9月18日 | 1968年10月2日 |               | 1971年4月20日 | 大使     | 特命全权大使 | 辞职       |      |
| 许绍昌 | 1971年4月20日  | 1971年5月29日 | 1971年6月8日  | 1972年2月19日 | 1972年7月8日  | 大使     | 特命全权大使 |            |      |

### 中华人民共和国驻阿根廷大使（1972年至今）
1972年2月19日，中华人民共和国与阿根廷正式建交，开始派遣驻阿根廷大使。
| 姓名   | 任命           | 任命           | 到任           | 递交国书       | 免职           | 免职           | 离任           | 外交衔级 | 外交职务     | 备注     |
| 姓名   | 全国人大常委会 | 主席           | 到任           | 递交国书       | 全国人大常委会 | 主席           | 离任           | 外交衔级 | 外交职务     | 备注     |
| ------ | -------------- | -------------- | -------------- | -------------- | -------------- | -------------- | -------------- | -------- | ------------ | -------- |
| 杨正凡 | 不適用         | 不適用         | 1972年8月      |                | 不適用         | 不適用         | 1972年9月      |          | 临时代办     | 筹备开馆 |
| 郑为之 | 不適用         | 不適用         | 1972年9月16日  | 1972年9月26日  | 1977年10月24日 | 不適用         | 1977年10月24日 | 大使     | 特命全权大使 |          |
| 徐中夫 | 1977年10月24日 | 不適用         | 1978年1月21日  | 1978年2月1日   | 1981年11月26日 | 不適用         | 1982年1月16日  | 大使     | 特命全权大使 |          |
| 魏宝善 | 1981年11月26日 | 不適用         | 1982年3月      | 1982年4月26日  | 1986年1月20日  | 1986年4月21日  | 1986年3月29日  | 大使     | 特命全权大使 |          |
| 沈允熬 | 1986年1月20日  | 1986年4月21日  | 1986年6月27日  | 1986年7月3日   | 1988年7月1日   | 1988年8月20日  | 1988年8月7日   | 大使     | 特命全权大使 |          |
| 李国新 | 1988年7月1日   | 1988年8月20日  | 1988年10月     | 1988年10月20日 | 1992年9月4日   | 1992年11月28日 | 1992年11月     | 大使     | 特命全权大使 |          |
| 汤永贵 | 1992年9月4日   | 1992年11月28日 | 1992年12月     | 1993年1月19日  | 1997年7月3日   | 1997年10月31日 | 1997年8月3日   | 大使     | 特命全权大使 |          |
| 徐贻聪 | 1997年7月3日   | 1997年10月31日 | 1997年9月2日   | 1997年9月17日  | 1999年12月25日 | 2000年12月4日  | 2000年11月22日 | 大使     | 特命全权大使 |          |
| 张沙鹰 | 1999年12月25日 | 2000年12月4日  | 2000年12月     | 2000年12月19日 |                | 2003年4月1日   | 2003年2月      | 大使     | 特命全权大使 |          |
| 柯小刚 |                | 2003年4月1日   | 2003年2月      | 2003年3月4日   | 2005年10月27日 | 2006年3月2日   | 2005年12月     | 大使     | 特命全权大使 |          |
| 张拓   | 2005年10月27日 | 2006年3月2日   | 2006年2月      | 2006年5月11日  | 2007年6月29日  | 2007年10月30日 | 2007年10月     | 大使     | 特命全权大使 |          |
| 曾钢   | 2007年6月29日  | 2007年10月30日 | 2007年10月17日 | 2007年11月9日  | 2010年8月28日  | 2011年1月12日  | 2010年12月     | 大使     | 特命全权大使 |          |
| 殷恒民 | 2010年8月28日  | 2011年1月12日  | 2011年1月24日  | 2011年3月2日   | 2014年6月27日  | 2014年10月16日 | 2014年8月      | 大使     | 特命全权大使 |          |
| 杨万明 | 2014年6月27日  | 2014年10月16日 | 2014年9月24日  | 2014年12月22日 | 2018年8月31日  | 2019年1月4日   | 2018年12月     | 大使     | 特命全权大使 |          |
| 邹肖力 | 2018年8月31日  | 2019年1月4日   | 2018年12月22日 | 2019年1月18日  |                | 2023年10月8日  | 2023年8月8日   | 大使     | 特命全权大使 |          |
| 王卫   |                | 2023年10月8日  | 2023年9月11日  | 2023年10月6日  | 现任           |                |                | 大使     | 特命全权大使 |          |